# Городской спортивный парк Аоми
Городской спортивный парк Аоми (яп. 青海アーバンスポーツパーク Aomi ABAN Supōtsu Пак, англ. Aomi Urban Sports Park) — это временный спортивный объект, построенный к началу Олимпиады и Паралимпиады 2020 года. Располагался на юге японской столицы Токио, в квартале Аоми района Кото.

## История
Строительные работы начались в ноябре 2019 года. 6 марта 2020 года на скалодроме прошли предолимпийские тестовые соревнования.

## Технические данные
Объект занимает общую площадь 61700 м². Спортивный альпинистский комплекс вмещает до 8400 зрителей, а арена для баскетбольных турниров 3x3 вмещает до 7100 зрителей.

## Спортивные соревнования
- Летние Олимпийские игры 2020:
  - Баскетбол 3х3
  - Спортивное скалолазание
- Летние Паралимпийские игры 2020:
  - Футбол (по 5 человек)